# Astřička kopinatá

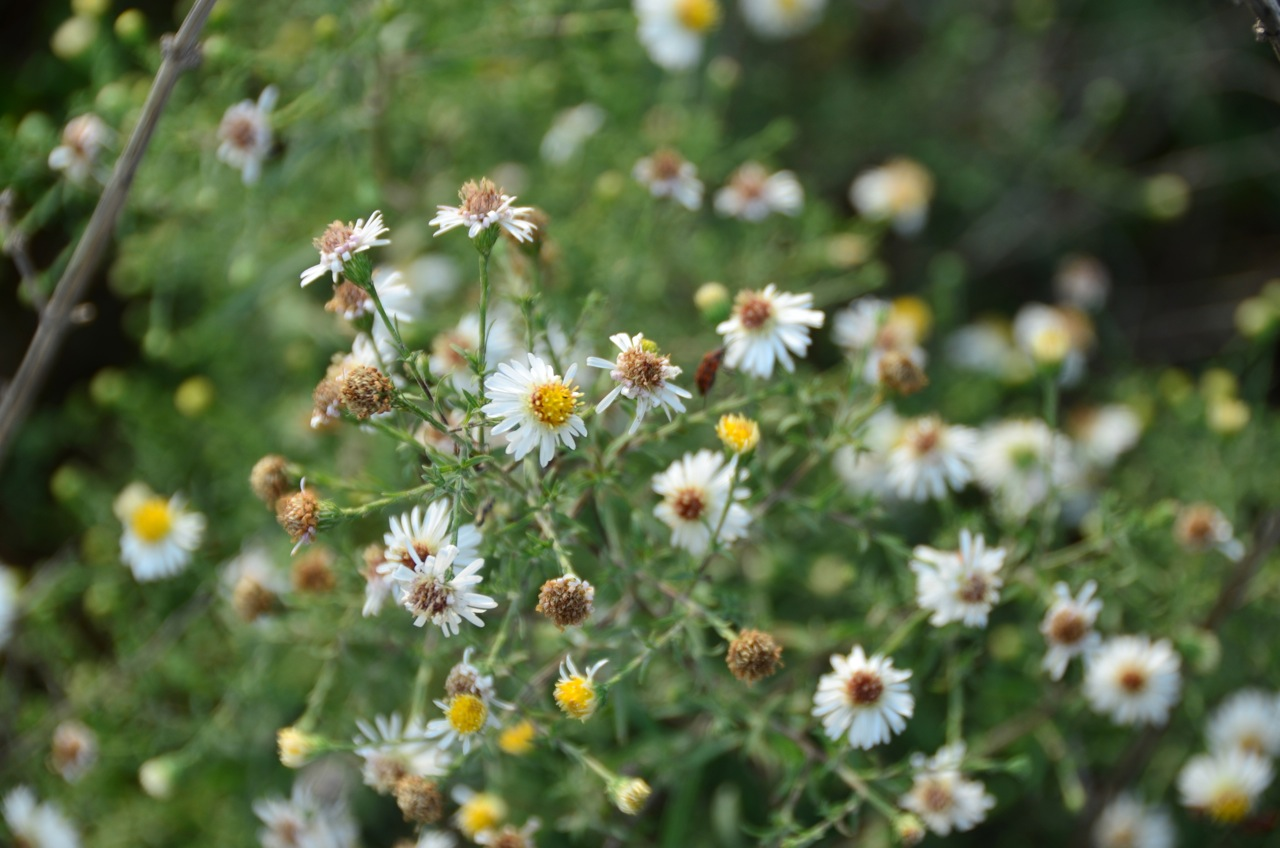
Kolonie astřičky kopinaté

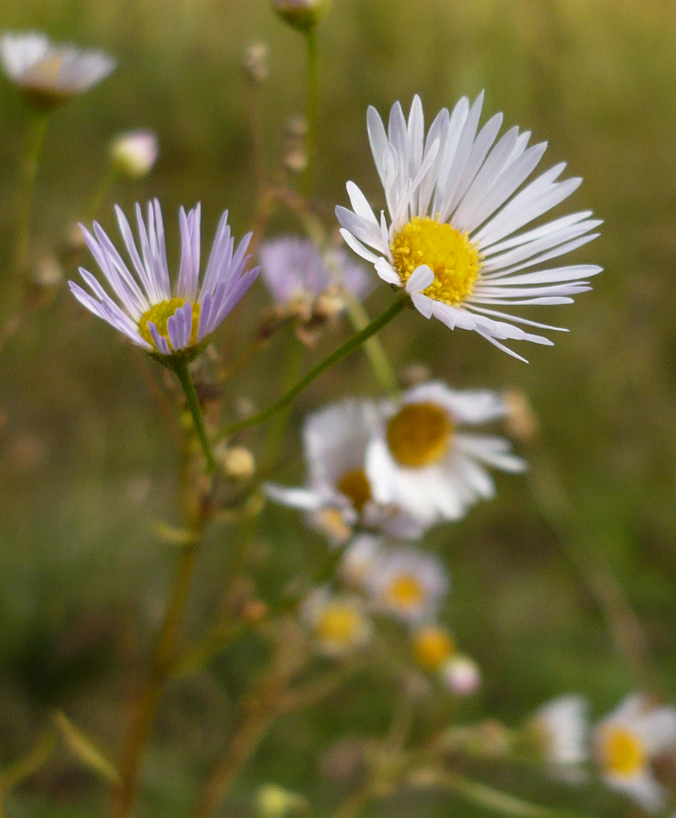
Úbor s květy

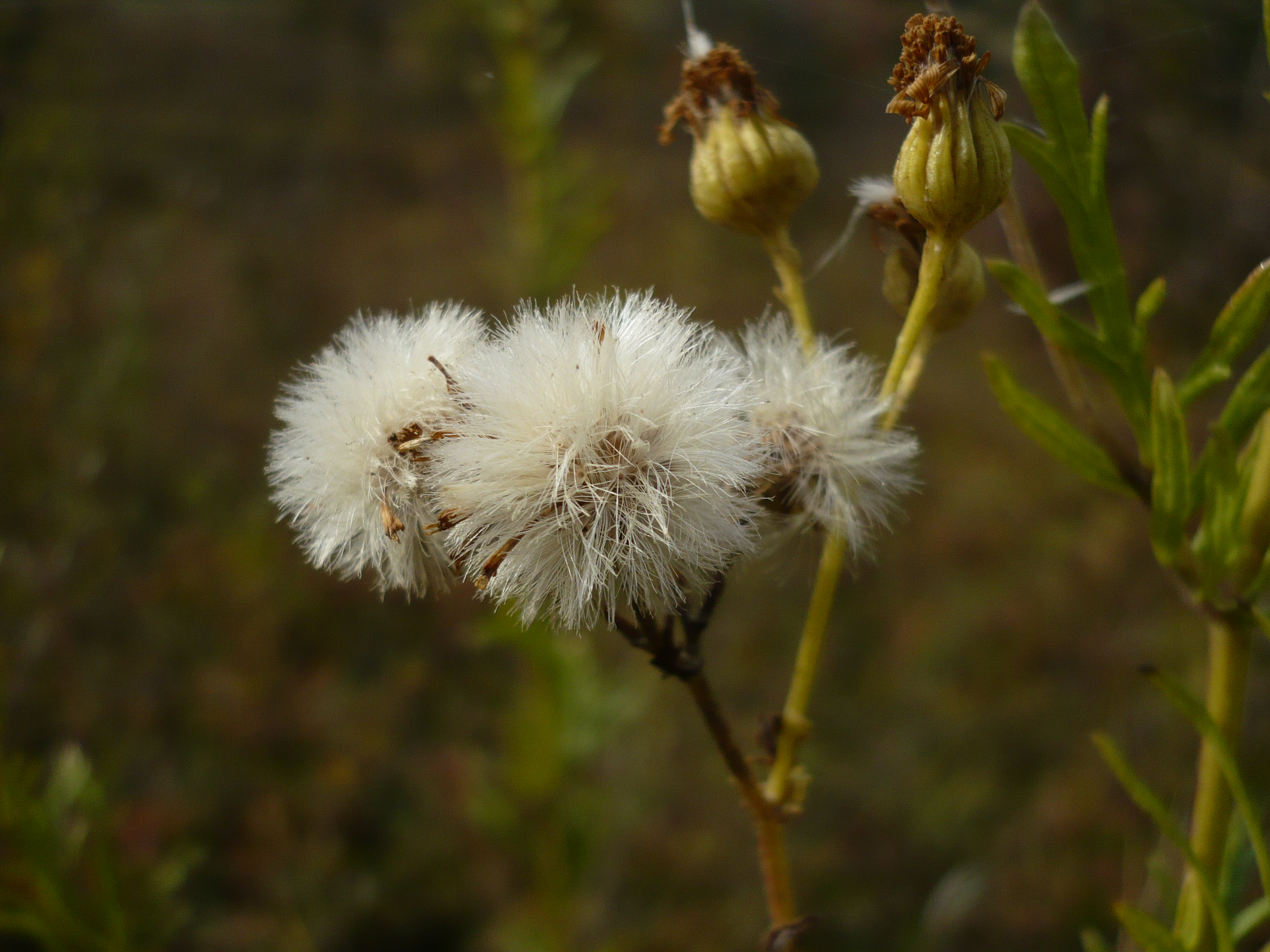
Úbor s nažkami

Astřička kopinatá (Symphyotrichum lanceolatum) je vytrvalá, půl až jeden metr vysoká bylina kvetoucí v pozdním létě mnoha bílými nebo slabě nafialovělými květy sestavenými do drobných úborů. Je součásti rodu astřička, do kterého byla přesunuta po prozkoumání fylogeneze původního rodu hvězdnice. Pro svou nenáročnost a pravidelné kvetení je oblíbená a často pěstovaná v okrasných zahradách. V české přírodě je tento původem severoamerický druh považován za invazní neofyt s nepříjemně silným potenciálem dalšího šíření.

## Výskyt
Rostlina je původním druhem téměř na celém severoamerickém kontinentu, kde roste od jižních oblastí Kanady přes Spojené státy až do severní poloviny Mexika. Do Evropy byla jako okrasná rostlina dovezena roku 1837. V současnosti je po Evropě rozšířena (hlavně lidským přičiněním) od jihozápadní Francie až po střed evropského Ruska. Na jihu je její výskyt ohraničen Pyrenejským poloostrovem a na severu jižní oblastí Skandinávie. Mimo Evropu byla zavlečena i na Kanárské ostrovy a Nový Zéland.
V České republice bývá tato podzimní, dekorativní květina často pěstovaná v okrasných zahradách, odkud zplaňuje na synantropní stanoviště, neobdělávané zemědělské plochy kolem lidských sídel, náspy, rumiště, okolí cest a potoků, kde se stává převažujícím druhem a dále se volně šíří po krajině. Na území republiky se vyskytuje ostrůvkovitě, nejlépe se jí daří v nižších, teplých polohách a bývá hojná okolo větších měst. Maximum velkých lokalit je hlavně v údolí řek Labe, Ohře, Moravy, Dyje, Bečvy, Svratky a také na jejich přítocích, kde mnohde tvoří dominantní porosty a nahrazuje původní vegetaci.

## Ekologie
Ve své americké domovině roste v prériích na březích vodních toků, v příkopech podél cest, na mokrých loukách i v horských vlhkých lesích. Vyskytuje se v širokém rozsahu nadmořské výšky, v pásmu od mořského pobřeží do výšky 2700 m n. m.
Do evropské přírody se dostává po zplanění, má širokou ekologickou valenci a snáší různé druhy půd. Nejčastěji vyrůstá na neudržovaných místech v okolí zahrádkářských kolonií a parků, na porušených půdách skládek a rumišť a s oblibou obsazuje vlhká místa, od planárního po submontánní stupeň, s půdami na živiny bohatými a nalézající se na plném slunci i v polostínu. Vyskytuje se druhotně jako součást bylinné vegetace mokřadů, vřesovišť, slatinišť, mezofilních luk, pastvin i světlých lužních lesů. Je to hemikryptofyt kvetoucí od srpna do listopadu, jemuž nejlépe vyhovují teplejší oblasti se slunným, dlouhým podzimem, kdy může díky dlouhému kvetení vytvořit množství semen.

## Popis
Vytrvalá rostlina s 50 až 100 cm vysokou lodyhou vyrůstající z dlouhého, plazivého oddenku se shlukem vláknitých výhonků. Lodyha bývá zelená nebo načervenalá, lysá nebo s řadou chlupů, přímá a ve vyšší části vyrůstají z úžlabí listenů tenčí větve květenství. Přízemní listy s řapíky jsou kopinaté až eliptické, bývají až 15 cm dlouhé a v době květu jsou již odumřelé. Lodyžní, střídavě vyrůstající listy jsou přisedlé, jejich čepele se směrem vzhůru zmenšují a zužují, na bázi jsou klínovitě stažené a na vrcholu špičaté, po obvodě celokrajné nebo mělce zubaté a na rubové straně jsou někdy nafialovělé nebo řídce chlupaté.
Květy jsou sestaveny do stopkatých úborů, které v době kvetení mají v průměru 1,5 až 2 cm. Společně vytvářejí velké, bohatě větvené latnaté květenství, rozrostlá rostlina může mít až 1000 drobných úborů. Oboupohlavné květy v terči jsou žluté, trubkovité a pěticípé. Samičí, okrajové květy, v počtu 20 až 45, mají bílou nebo světle modrofialovou, zubatou ligulu dlouhou až 10 mm a širokou 1 mm. Zvonkovitý zákrov úboru bývá vysoký 4 až 8 mm, je víceřadý a jeho zelené, po obvodě světleji lemované zákrovní listeny jsou nestejně dlouhé, vnější jsou kratší a všechny se střechovitě překrývají. Květy jsou obvykle opylovány hmyzem, mohou se však opylit i samosprašně.
Plod je ochmýřená nažka 1,5 až 2 mm dlouhá, která má asi 5 mm velký paprsčitý chmýr. Rostlina je velmi proměnlivá ve velikosti listů, úborů i větvení květenství. Rozmnožuje se semeny (nažkami) a šíří se i kořenujícími oddenky. Také se kříží, v české přírodě občas vyrůstá její hybrid s astřičkou hladkou (Symphyotrichum laeve × Symphyotrichum lanceolatum), který má morfologické vlastnosti obou druhů.

## Význam
Astřička kopinatá je dekorativní, v zahradách pěstovaná rostlina, kde se vysazuje do běžné půdy. Je ukázkovým druhem nenáročné květiny, každoročně z jara se samovolně obnovuje a spolehlivě vykvétá. Jako jedna z mála kvete v pozdním létě a začátkem podzimu, je v tomto období též vítanou medonosnou rostlinou pro včely, dobře snáší i první podzimní mrazíky.
Rostliny produkují velké množství semen, která se vyznačují vysokou klíčivostí a za pomoci chmýru a větru dolétnou do velkých vzdáleností. K tomu mají rostliny ještě schopnost klonálního růstu prostřednictvím kořenujících oddenků, jimiž se rozšiřují na nová stanoviště s bylinným odpadem ze zahrad. Na příhodných místech vytvářejí jednodruhové kolonie a nedovolují vyrůstat původním rostlinám. Spolehlivou metodou pro jejich dočasné vymýcení ze zaplevelených pozemků je kosení třikrát ročně doplněné o použití herbicidů ničících kořeny, ze kterých po posečení opět vyrůstají. Opětovný návrat na vyčištěné plochy ale lze, s ohledem na pravidelné zplaňování ze zahrad, opětovně očekávat. Astřička kopinatá je příkladem negativních důsledků, když se pěstování rostlin vymkne kontrole.